# 葉梅利亞諾沃區

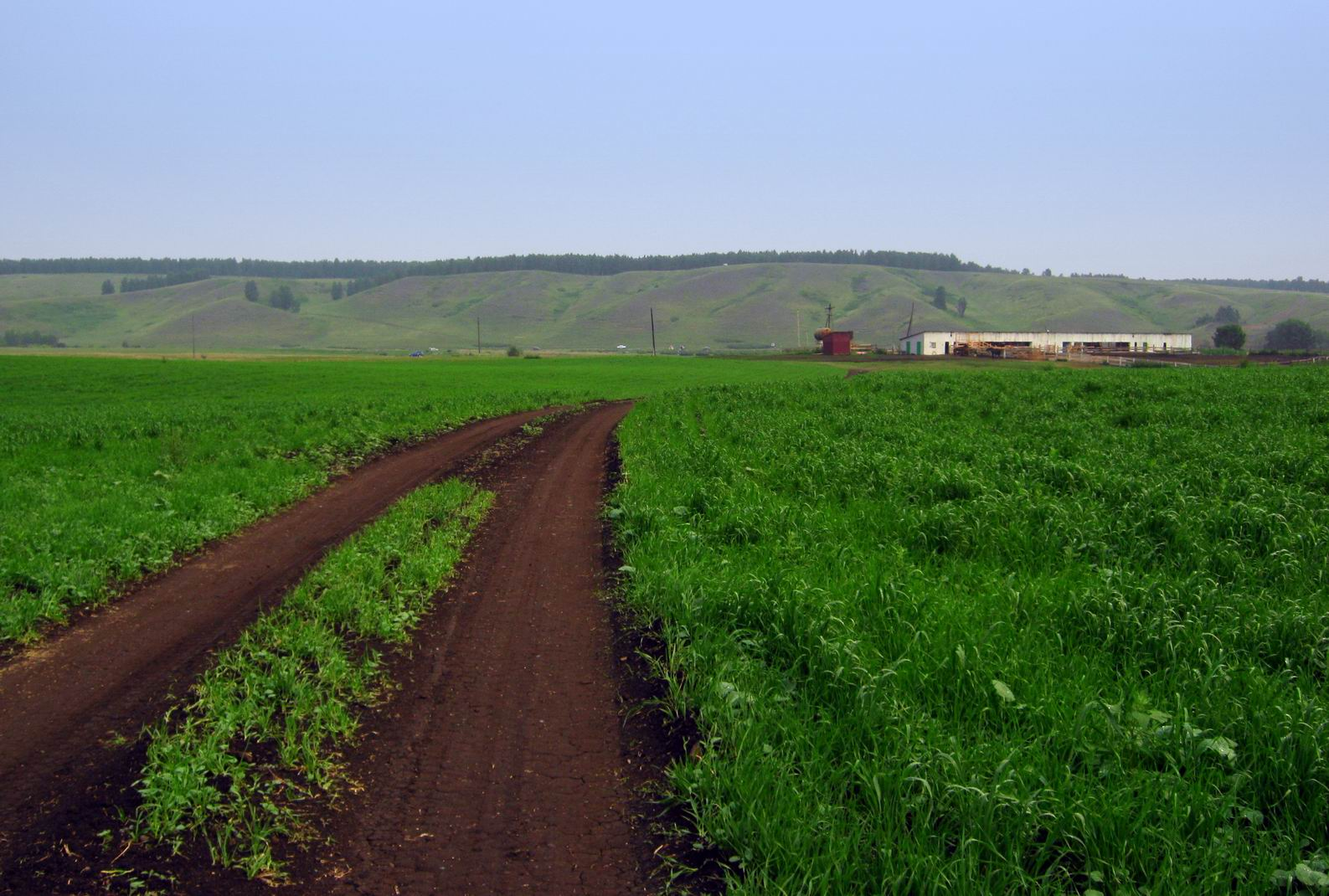

56°10′14″N 92°40′20″E / 56.17056°N 92.67222°E
葉梅利亞諾沃區（俄语：Емельяновский район），是俄羅斯的一個區，位於該國中部，由克拉斯諾亞爾斯克邊疆區負責管轄，始建於1938年5月3日，面積7,441平方公里，2010年人口50,998，人口密度每平方公里6.85人。